# Rossland City (circonscription britanno-colombienne)
Pour les articles homonymes, voir Rossland.
Circonscription électorale provinciale du Canada
Rossland City est une ancienne circonscription provinciale de la Colombie-Britannique représentée à l'Assemblée législative de la Colombie-Britannique de 1903 à 1916.

## Géographie
La circonscription consistait à la ville et région autour de la ville de Rossland.

## Liste des députés
| Législature                                                | Années                                                     | Député                                                     | Député                                                     | Parti                                                      |
| Rossland City Circonscription issue West Kootenay-Rossland | Rossland City Circonscription issue West Kootenay-Rossland | Rossland City Circonscription issue West Kootenay-Rossland | Rossland City Circonscription issue West Kootenay-Rossland | Rossland City Circonscription issue West Kootenay-Rossland |
| ---------------------------------------------------------- | ---------------------------------------------------------- | ---------------------------------------------------------- | ---------------------------------------------------------- | ---------------------------------------------------------- |
| 10e                                                        | 1903–1907                                                  |                                                            | James Alexander MacDonald                                  | Libéral                                                    |
| 11e                                                        | 1907–1909                                                  |                                                            | James Alexander MacDonald                                  | Libéral                                                    |
| 12e                                                        | 1909–1912                                                  |                                                            | William Robert Braden                                      | Conservateur                                               |
| 13e                                                        | 1912–1916                                                  |                                                            | Lorne Argyle Campbell                                      | Conservateur                                               |
| Circonscription abolie, voir Rossland                      |                                                            |                                                            |                                                            |                                                            |